# Die letzte Lüge
Die letzte Lüge – Wer zuletzt lügt liebt am besten ist eine deutsche Filmkomödie von Autorenfilmer Jonas Grosch. Er kam im Frühjahr 2011 ohne Verleih in ausgewählte deutsche Kinos. Er eröffnete am 13. April 2011 das Filmfestival achtung berlin und erschien zwei Tage später auf DVD. Die Premiere fand am 31. März im „Studio“ des Capitol in Marburg im Rahmen einer Promotion-Tour statt, auf der die DVD schon vorab verkauft wurde.
Der Film wurde vollständig unabhängig von zwei Privatpersonen sowie Grosch und seiner Schwester Katharina Wackernagel selbst finanziert und produziert. Wie bereits bei Groschs Debütfilm Résiste wurde er von Kameramann Matthias Hofmeister fotografiert, mit Wackernagel in einer Hauptrolle besetzt und mit Musik der deutschen Ska-Bands The Busters und Black Cat Zoot unterlegt. Diese nimmt großen Raum ein und unterbricht die eigentliche Handlung fünfmal durch Playback-Gesangseinlagen aller Hauptdarsteller mit Ausnahme der gehörlosen Nellie, weshalb Grosch den Film als „verrücktes Screwball-Musical“ bezeichnet. Ungewöhnlich ist außerdem die Verwendung von Gebärdensprache.

## Handlung
Lucy und Ole wollen Ostern als romantisches Wochenende auf dem Land verbringen. Ausgerechnet da stehen jeweils unangekündigt ihre heimlichen Geliebten Peter und Ina vor der Tür. Beide haben die eigenen Partner verlassen und durchkreuzen so Lucys und Oles beschauliche Pläne. Diese trauen sich nicht, die Geliebten abzuweisen, aber auch nicht, ihren Partnern die Wahrheit über die Gäste zu gestehen, womit die Lügen und Verstrickungen ihren Anfang nehmen. Peter, der Gebärdensprachlehrer, wird von Lucy als Koch ausgegeben, während Ole, der Fotograf, Ina als ehemaliges Modell vorstellt. Gesteigert wird das Chaos noch durch den aufdringlichen Postboten, einen notorisch verstopften Abfluss samt küchenphilosophierender, aber unbeholfener Reinigungsfirma „Sisyphos“, sowie Inas Schwangerschaft und nicht zuletzt zwei weitere unerwartet sich einnistende Protagonisten, nämlich Lucys gehörlose Schwester Nellie und den schwermütigen Armin – sie akut im Liebeskummer mit Bandleader Jim, er in Dauertrauer um die Ex-Frau.
In dieser Konfusion lässt sich die Wahrheit nicht länger verbergen: Peters Pilzsuppe stammt aus der Dose und Inas Kind von Ole. Lucy drängt Ole schließlich zur Aussprache, während die anderen vier sich etwas näherkommen. Danach verkünden Lucy und Ole gemeinsam, dass sie sich der Wahrheit verpflichten und daher trennen. Inas und Peters Glück währt nur einen Augenblick, denn nahtlos konfrontieren Lucy und Ole sie mit der neuesten Wahrheit, nämlich noch „ein letztes Mal“ miteinander geschlafen zu haben. Ihrerseits betrogen, ziehen die beiden Geliebten von dannen, Ina mit Armin im Schlepptau, während Peter an der Bushaltestelle Jims Band begegnet. Nach deren großem Auftritt liegen sich am Ende wenigstens Jim und Nellie wieder glücklich in den Armen.